# Botanophila phrenione
Botanophila phrenione är en tvåvingeart som först beskrevs av Seguy 1937.  Botanophila phrenione ingår i släktet Botanophila och familjen blomsterflugor. Arten har ej påträffats i Sverige. Inga underarter finns listade i Catalogue of Life.